# Грисони, Джузеппе
Джузеппе Грисони, Джузеппе Гризони, или Пьер Жозеф Грисон (итал. Giuseppe Grisoni, фр.  Pierre Joseph Grison; 24 октября 1699, Монс — 1769, Рим) — итальянский живописец фламандского происхождения, известный пейзажами и портретами.

## Биография
Джузеппе Грисони родился в Монсе (Нидерланды, ныне Бельгия), в семье художника. Молодым он приехал во Флоренцию, узнав, что в этом городе существует большая колония фламандских и голландских художников, работавших начиная с XVI века при дворе герцогов Медичи. Во Флоренции жили и работали Джованни Страдано (Ян ван дер Страт), Юстус Сустерманс, Геррит ван Хонтхорст по прозванию «Герардо Ночной», великий Петер Пауль Рубенс и многие другие.
Молодой Грисони учился в мастерской самого востребованного флорентийского художника того времени: Томмазо Реди, любимого живописца великого герцога Тосканского Козимо III Медичи. Следуя указаниям мастера, он оставил старую «фламандскую манеру», чтобы стать одним из важнейших представителей своеобразного итальянского рококо. Его самые знаменитые работы — это картины для капеллы Святой Варвары и капеллы Фальконьери церкви Сантиссима-Аннунциата во Флоренции.
В 1715 году вместе с антикваром Джоном Талманом он отправился в Лондон, где пытался зарекомендовать себя в качестве художника-портретиста. В Лондоне Грисони написал множество картин портретного и бытового жанра, таких как «Бал в Хеймаркет» (Маскарад в Королевском театре Хеймаркет), произведение, которое повлияло на «театральные» сюжеты Уильяма Хогарта. Портреты работы Грисони, как правило, имеют пейзажный фон, иногда архитектурный, что выдаёт его фламандское происхождение и итальянские впечатления.
Вернувшись во Флоренцию в 1728 году, он написал две алтарных картины для церкви Сан-Франческо-ди-Салес, известной как «Иль Конвентино». Преподавал в Академии изящных искусств.
Около 1740 года Грисони переехал в Пизу, написал два алтарных образа для церкви и монастыря Святой Анны, затем прибыл в Рим, где и умер в 1769 году. Среди его учеников был английский художник Уильям Хоар.

## Галерея

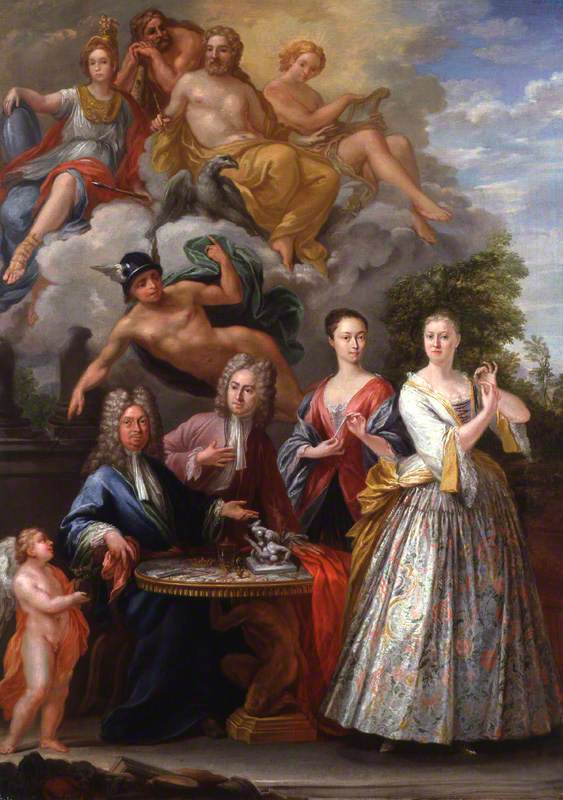
Семья архитектора Уильяма Талмана. Национальная портретная галерея, Лондон
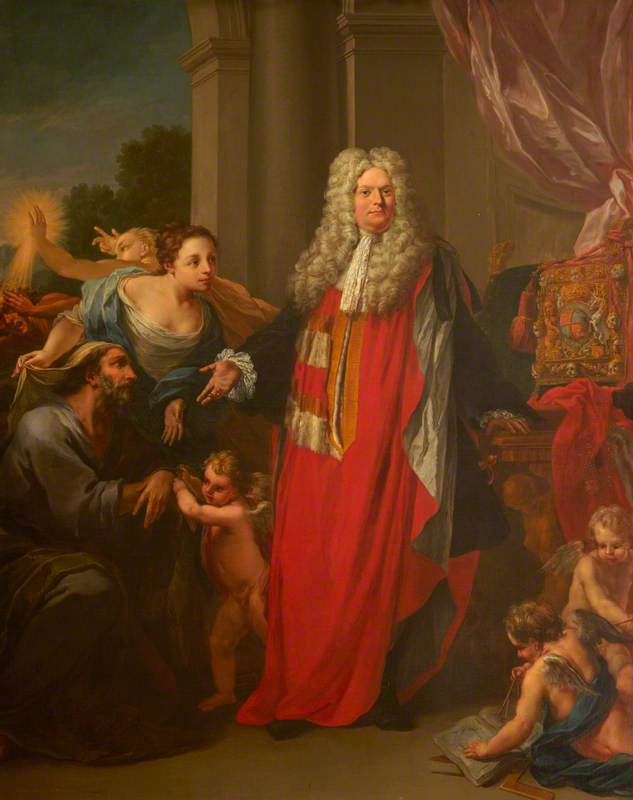
Аллегорический портрет Томаса Паркера, 1-го графа Макклсфилда. Между 1718 и 1721 гг. Холст, масло. Частное собрание, Лондон
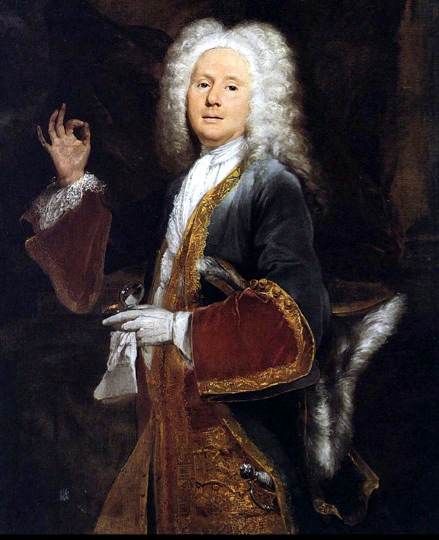
Портрет лорда Колли Сиббера. 1696. Холст, мсло.
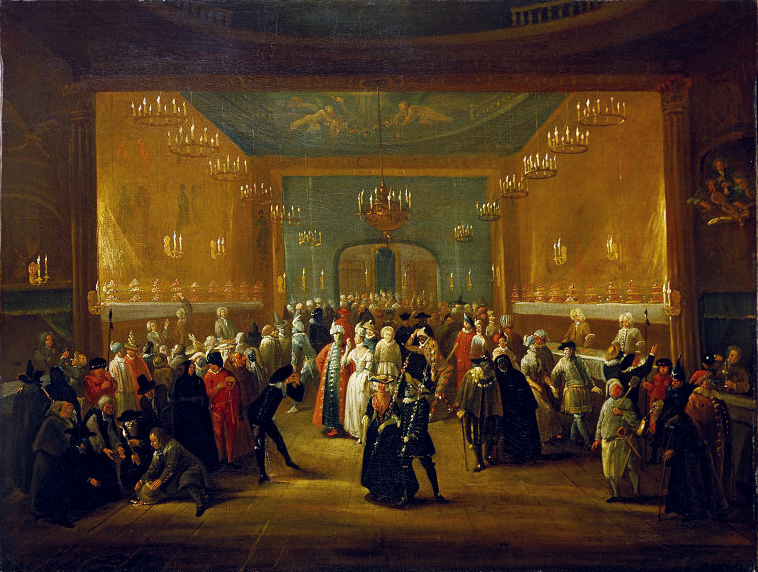
Маскарад в Королевском театре Хеймаркет. Ок. 1724. Холст, масло. Музей Виктории и Альберта, Лондон
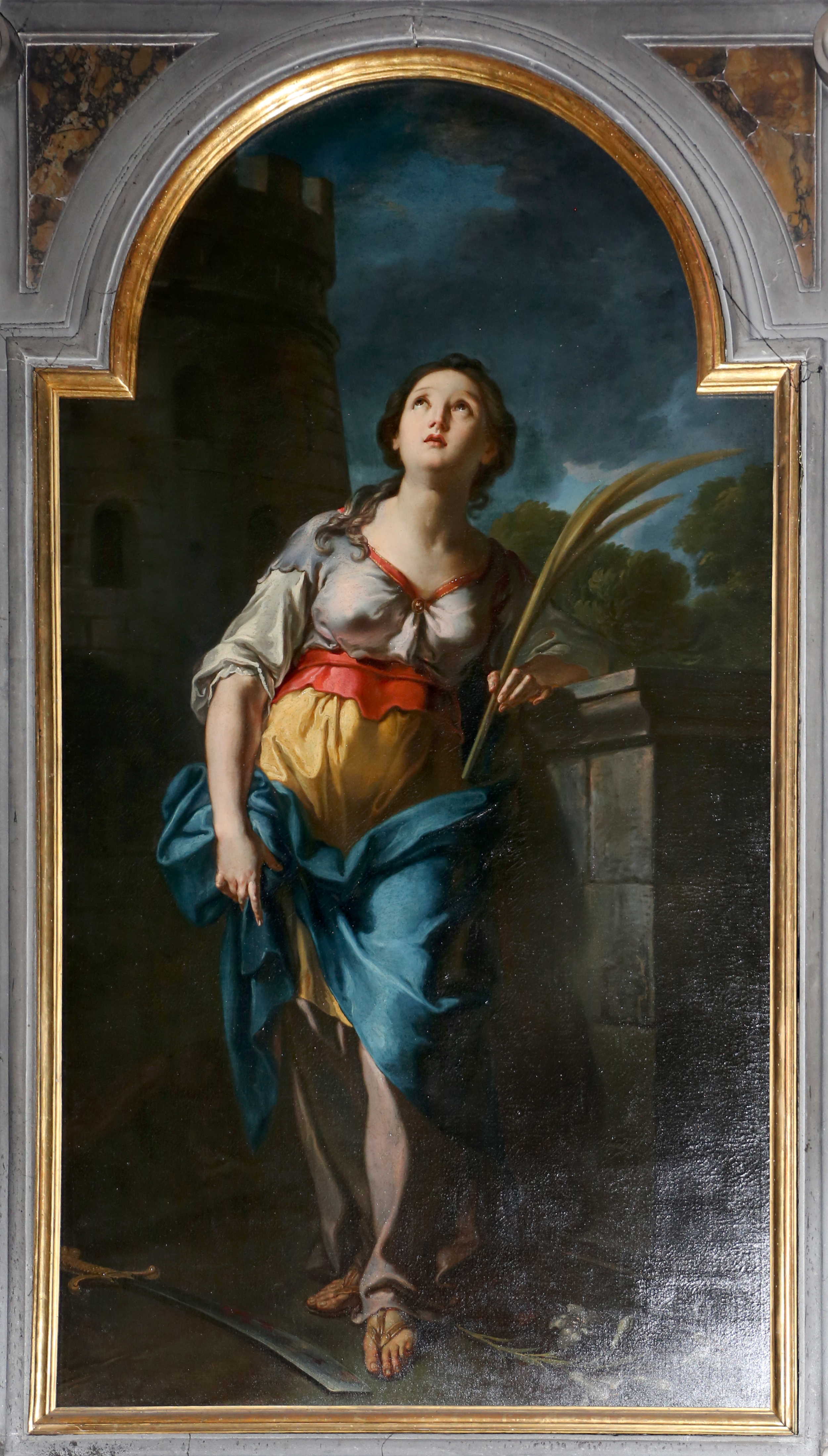
Святая Варвара. Ок. 1750. Холст, масло. Церковь Сантиссима-Аннунциата, Флоренция